# Universidade Católica Portuguesa
A Universidade Católica Portuguesa (UCP) MHIP, fundada em 1967, é uma universidade privada não-estatal com sede em Lisboa e quatro localizações: Lisboa, Braga, Porto e Viseu.
Instituída em 1967 por decreto da Santa Sé, constitui-se como uma Instituição de Ensino Superior de matriz humanista. É uma instituição plurilocalizada, assumidamente de vocação internacional, tendo em vista promover a educação qualificada e formação integral, o conhecimento e a investigação de referência, e a inovação ao serviço do bem comum.
A UCP é reconhecida como uma das melhores universidades em Portugal, com mais de 20 000 alunos. A sua atual e 6.ª Reitora é a Prof.ª Doutora Isabel Capeloa Gil.

## Missão
“Formar as pessoas, cultivar a ciência, renovar o país e o mundo pela excelência do exemplo.”
A Universidade Católica Portuguesa tem por missão a formação académica de qualidade e o cultivo da ciência para o bem comum. Assumindo os princípios do humanismo cristão numa matriz autonómica, respeitadora da diversidade e exploradora do pensamento em liberdade, a UCP prossegue a sua missão sustentada em três pilares:
- Ensino
- Investigação e Inovação
- Serviço e Responsabilidade Social Universitária.

Inserida na realidade portuguesa, a UCP promove a formação integral orientada para a realidade global, alicerçada nos princípios da verdade e do respeito pelas pessoas e pelo ambiente.

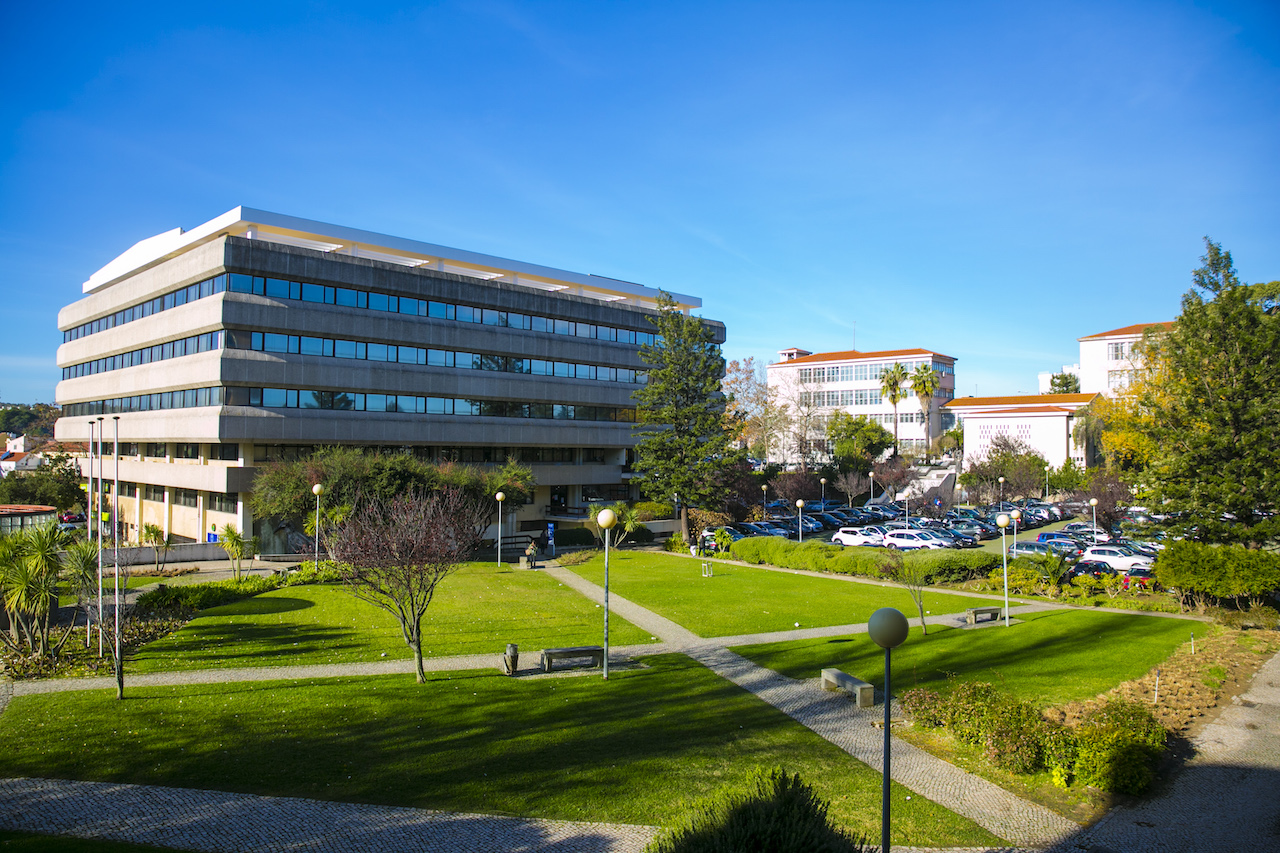
Universidade Católica Portuguesa (Lisboa-Sede)

## Católica em Números
Alunos: 13 026 em cursos conferentes de grau; 7 549 em cursos não conferentes de grau.
Docentes: 1 109 docentes; 225 docentes internacionais.
Diplomas: 44 686 de Licenciatura; 20 387 de Mestrado; 1 017 de Doutoramento.
Ciclos de Estudos: 40 cursos de Licenciatura; 67 de Mestrado; 28 de Doutoramento.
Taxa de Empregabilidade: 97% taxa de empregabilidade de Licenciaturas e Mestrados Integrados.
Investigação: 15 unidades de investigação; 1 484 investigadores; 11 824 publicações científicas; 84 patentes (2019 a 2023).
Internacionalização: 3 870 alunos internacionais; 763 protocolos de mobilidade; 110 nacionalidades de estudantes.
Bolsas: 2 393 bolsas e prémios atribuídos (2023); € 5.190.156 em bolsas de mérito, de apoio social e prémios (2023).
Unidades de ensino: 19 unidades básicas de ensino, 4 delas com extensões em vários centros da UCP.
- Faculdade de Teologia — Lisboa, Braga, Porto
- Faculdade de Filosofia e Ciências Sociais — Braga
- Faculdade de Ciências Humanas — Lisboa
- Faculdade de Direito — Escola de Lisboa; Escola do Porto
- Faculdade de Ciências Económicas e Empresariais | Católica Lisbon School of Business Economics — Lisboa
- Escola Superior de Biotecnologia — Porto
- Instituto de Gestão e das Organizações da Saúde — Viseu
- Escola das Artes — Porto
- Faculdade de Economia e Gestão | Católica Porto Business School — Porto
- Faculdade de Educação e Psicologia — Porto
- Faculdade de Medicina Dentária — Viseu
- Instituto de Estudos Políticos — Lisboa
- Instituto de Bioética
- Faculdade de Ciências da Saúde e Enfermagem (antigo Instituto de Ciências da Saúde) — Lisboa, Porto
- Escola de Enfermagem — Lisboa, Porto
- Instituto Superior de Direito Canónico — Lisboa
- Faculdade de Medicina — Sintra
- Católica Global School of Law — Lisboa
- Católica Doctoral School[4]

## História
1967: A Universidade Católica Portuguesa é fundada pelo Decreto Lusitanorum Nobilissima Gens. A Faculdade de Filosofia de Braga, já em funcionamento naquela cidade desde 1947, é a sua primeira Faculdade.
1968: Abre a Faculdade de Teologia, em Lisboa.
1971: A Universidade Católica Portuguesa é reconhecida pelo Estado Português enquanto “pessoa coletiva de utilidade pública”. Pelo decreto Humanam Eruditionem, de 1 de outubro de 1971, a Santa Sé procede à ereção canónica da Universidade Católica Portuguesa.
1972: Criação da Faculdade de Ciências Humanas, em Lisboa, no campus de Palma de Cima, onde se situa a sede da Universidade.
1973: Criação do primeiro curso de Gestão do país, a licenciatura em Ciências Empresariais, mais tarde denominada Administração e Gestão de Empresas.
1978: A Universidade Católica Portuguesa institui-se na cidade do Porto.
1980: A Universidade Católica Portuguesa institui-se na cidade de Viseu.
1984: Criação da Escola Superior de Biotecnologia, no Porto, pioneira em Portugal.
1996: Criação do Instituto Inter-Universitário de Macau (atualmente Universidade de São José).
1999: É instituído o Centro Regional de Braga.
2006: Criação da Escola Superior Politécnica de Saúde da UCP, que integrou a Escola Superior de Enfermagem da Imaculada Conceição, no Porto, e a Escola Superior de Enfermagem de São Vicente de Paulo, em Lisboa.
2008: A Católica Lisbon School of Business & Economics torna-se na primeira faculdade de gestão em Portugal acreditada pela Triple Crown. É considerada a melhor Business School segundo o Financial Times.
2017: Celebração dos 50 anos da Universidade Católica Portuguesa.  
2018: Condecoração do Presidente da República à UCP como Membro-Honorário da Ordem da Instrução Pública.
2019: Considerada a melhor Universidade em Portugal pelo THE Ranking.
2020: Acreditação do Mestrado Integrado em Medicina. Considerada a melhor Universidade em Portugal pelo THE Ranking pelo segundo ano consecutivo.
2022: Celebração dos 55 anos da Universidade Católica Portuguesa.
2023: Visita do Papa Francisco, por ocasião da Jornada Mundial da Juventude Lisboa 2023. Encontro com jovens universitários e bênção da primeira pedra do futuro Campus Veritati. 

## Rankings e acreditações[18]
A Universidade Católica Portuguesa destaca-se em várias áreas e indicadores nos principais rankings internacionais, salientando-se a 1.ª posição alcançada nos Times Higher Education World Universal Rankings, desde 2019.
| Universidade Católica Portuguesa |
| THE World University Ranking 2023 |
| --- |
| #1 Universidade em Portugal; #351- 400 Ranking Mundial; #47 em Citações |
| THE Best "Golden Age" Universities 2020 |
| #61 Universidade no Mundo |
| THE Impact Ranking 2023 |
| #351–400, Ranking Mundial; #4 Mundial no ODS 16 — Peace and strong Institutions (#1 em Portugal). |
| University Ranking by Academic Performance (URAP) 2021-2022 |
| #1270 no Mundo |
| Scimago Institutions Rankings (SIR-IBER) |
| Ranking Iberoamericano 2022: #167 no Espaço Ibero-Americano |
| U-Multirank 2021 |
| A Universidade Católica Portuguesa é uma das 25 Universidades mais competitivas (Global Top Performer) na captação de rendimentos gerados por formação profissional contínua, a nível mundial, destacando-se entre as mais de 1700 universidades e escolas de 96 países avaliadas pelo U-Multirank. Classificação de A (Muito Bom) e B (Bom) em 10 indicadores: - Publicações mais citadas - Publicações científicas - Publicações citadas em patentes - Captação para financiamento privado para investigação - Publicações científicas conjuntas regionais - Captação de rendimentos gerados por formação profissional contínua - Docentes internacionais - Mobilidade dos alunos - Mestrandos que trabalham na região - Equilíbrio de género - Autoras femininas |

| Financial Times |
| Católica Lisbon School of Business and Economics |
| --- |
| FT European Business Schools Ranking 2023: #22 Business School |
| FT Executive Education Custom 2023: #21 Executive Education |
| FT Masters in Finance Pre-experience 2023: #21 MSc in Finance |
| FT Masters in Management 2023: #26 International MSc in Management |
| Eduniversal 2021 |
| Católica Lisbon School of Business & Economics |
| 4 Palmas de Excelência: Classificação de topo da Escola de Gestão, com significativa influência internacional |
| Top 100 Best Masters 2022 in Entrepreneurship: #39 International MSc in Business Administration/Strategy & Entrepreneurship |
| Top 200 Best Masters 2022 Corporate Finance: #29 International MSc in Finance |
| Top 200 Best Masters 2022 in International Management: #28 International MSc in Management |
| Top 200 Best Masters 2022 in Economics: #31 MSc in Economics |
| Católica Porto Business School |
| Classificação de 3 Palmas de Excelência da Escola de Gestão, com reforço da influência internacional |
| Faculdade de Ciências Humanas |
| Top 50 Best Masters 2022 in Cultural Management/Creative industries Management: #3 Master in Cultural Studies — The Lisbon Consortium |
| Top 200 Best Masters 2022 in Corporate Communication: #9 Mestrado em Ciências da Comunicação |
| Top 200 Best Masters 2022 in Marketing: #16 Mestrado em Ciências da Comunicação, com especialização em Comunicação, Marketing e Publicidade |
| Global School of Law (Lisboa) |
| Top 25 Best Masters 2022 in Digital Law/New Technologies: #13 LL.M. Law in Digital Economy Top 200 Best Masters 2022 in International Business Law: #14 LL.M. Law in a European Global Context #25 Advanced LL.M. in International Business Law |

## Unidades de Ensino
A Universidade Católica Portuguesa é uma universidade nacional composta pela sua sede (Lisboa) e três centros regionais, que incluem várias Escolas, Faculdades, Institutos e Departamentos académicos. É constituída por 19 unidades de ensino, 4 delas com extensões em vários centros da UCP.

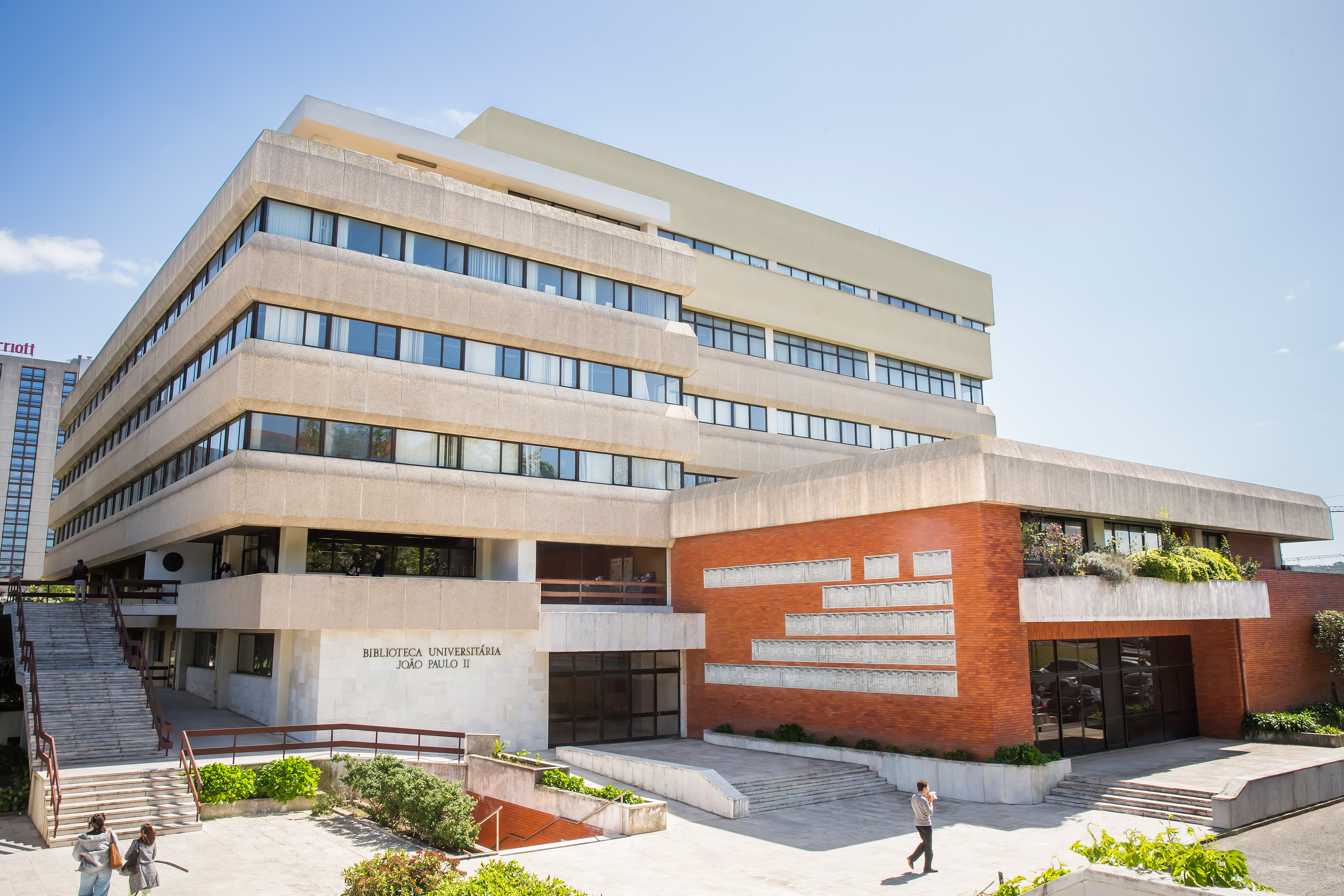
Sede da Universidade Católica Portuguesa (Lisboa)
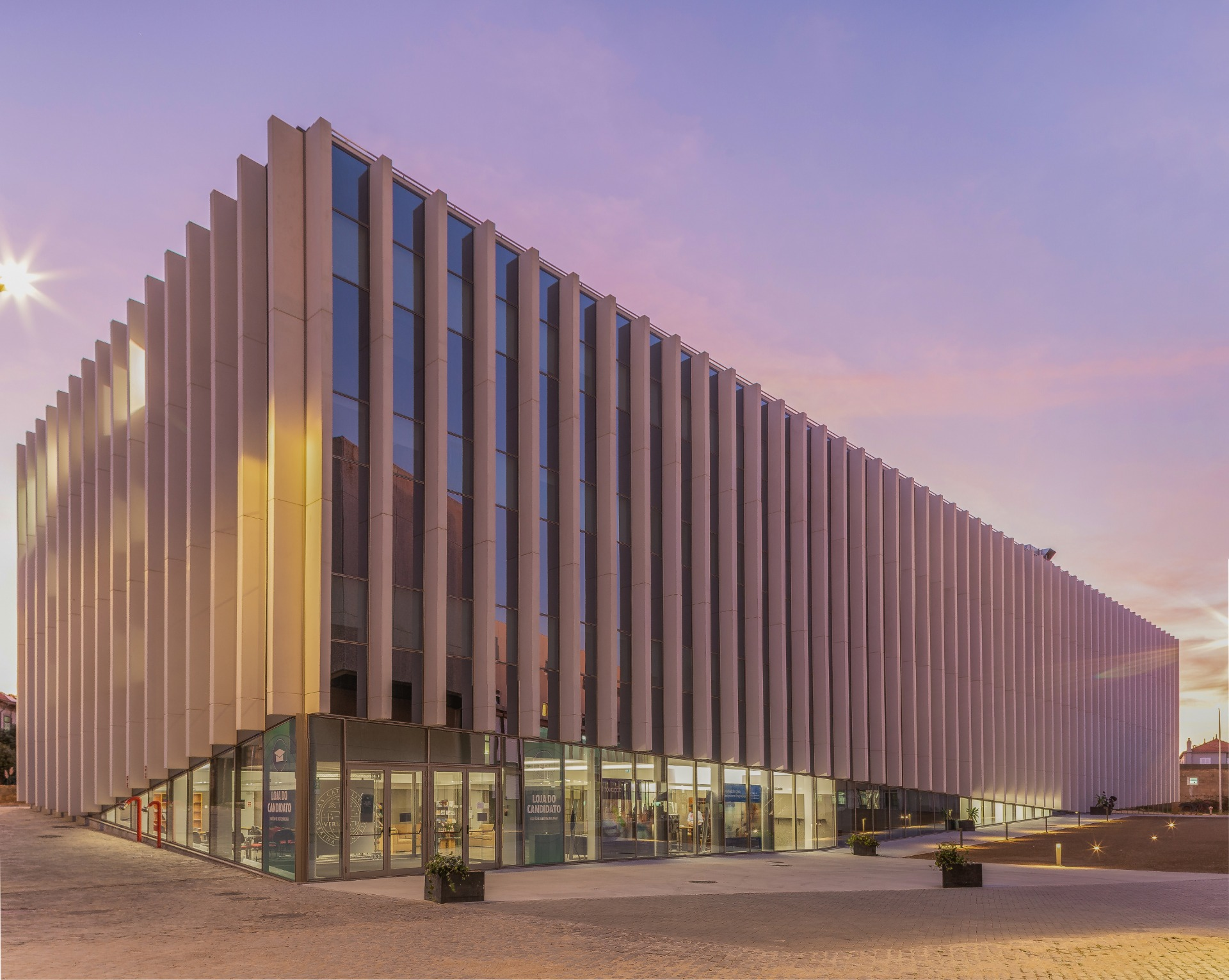
Centro Regional do Porto
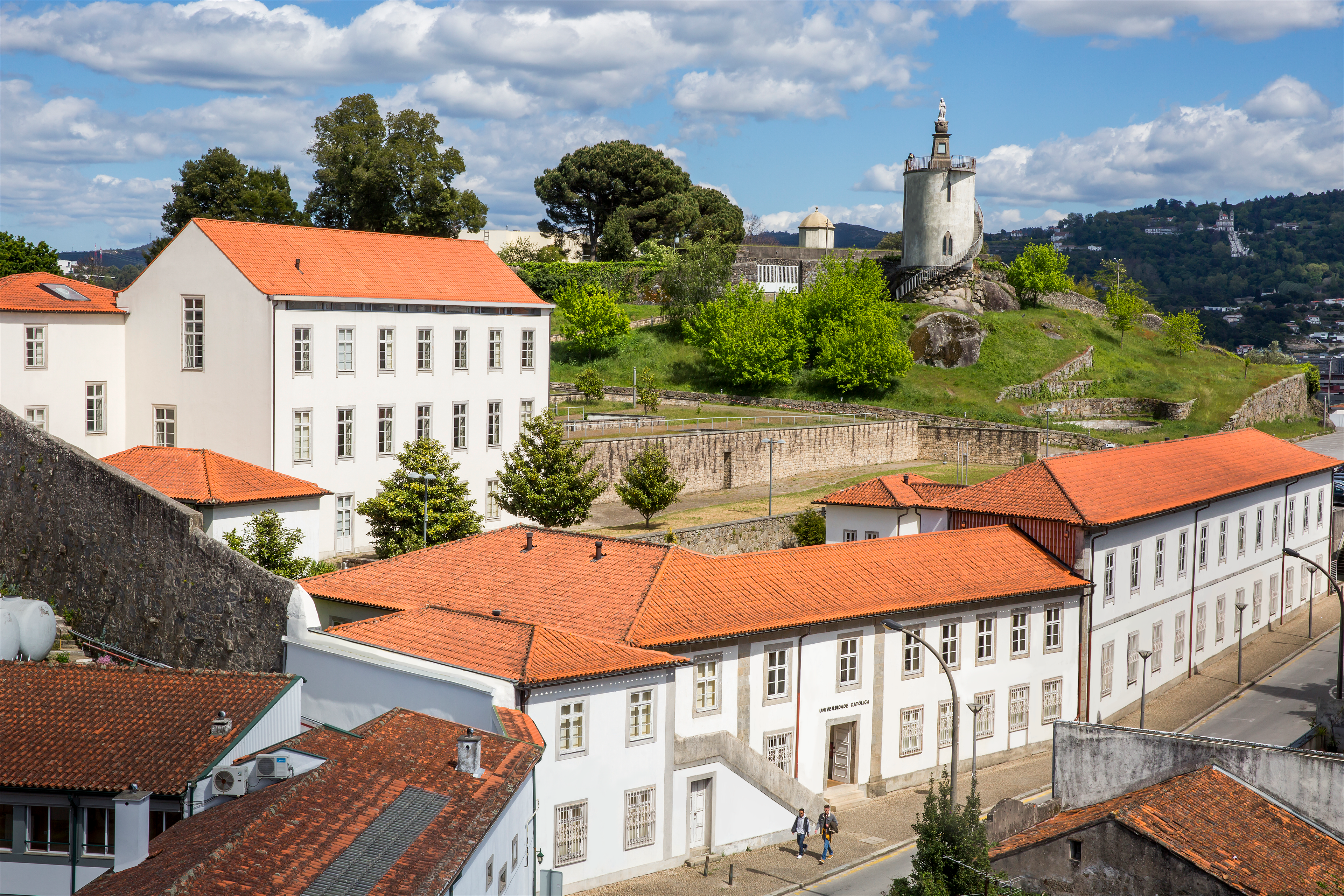
Centro Regional de Braga
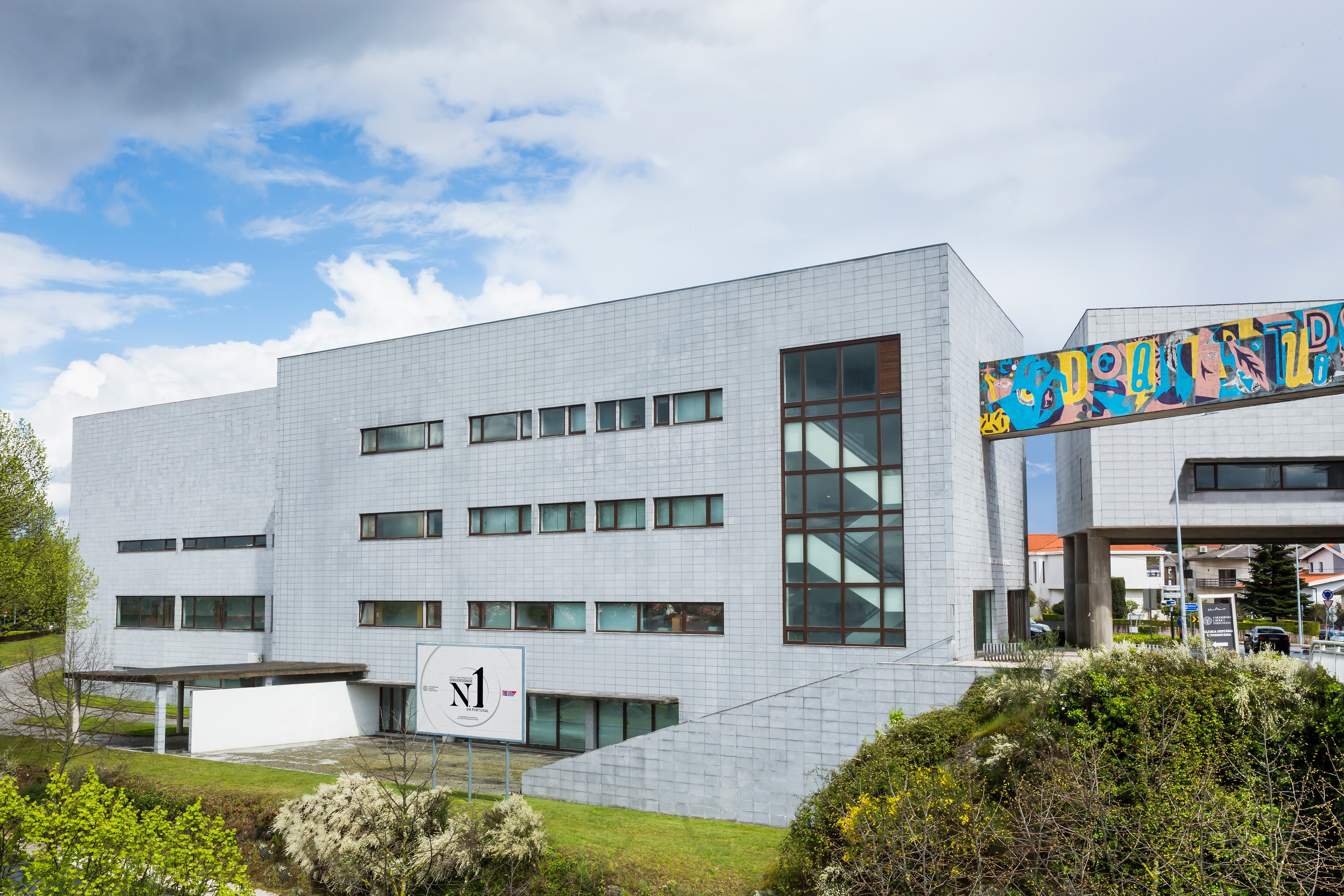
Centro Regional de Viseu

### Lisboa (Sede)
O campus de Palma de Cima estende-se por uma área de cerca de 37.000 m2, mais uma zona separada, de aproximadamente 12.000 m2, que será brevemente edificada. Aí estão implantados 3 edifícios, numa área total de 43.000 m2, pela qual se distribuem salas de aulas, auditórios, salas de informática, a Biblioteca Universitária João Paulo II, a Reitoria, os serviços administrativos e escolares, um centro de congressos, bares, cantinas e restaurante, espaços associativos e de convívio, uma livraria, uma papelaria e um centro de cópias.
Em Lisboa, funcionam as seguintes faculdades e institutos: 
- Católica Global School of Law
- Católica Lisbon School of Business & Economics
- Escola de Enfermagem (Lisboa)
- Faculdade de Ciências da Saúde e Enfermagem
- Faculdade de Ciências Humanas
- Faculdade de Direito - Escola de Lisboa
- Faculdade de Medicina
- Faculdade de Teologia
- Instituto de Bioética
- Instituto de Estudos Políticos
- Instituto Superior de Direito Canónico

#### Católica Lisbon School of Business & Economics

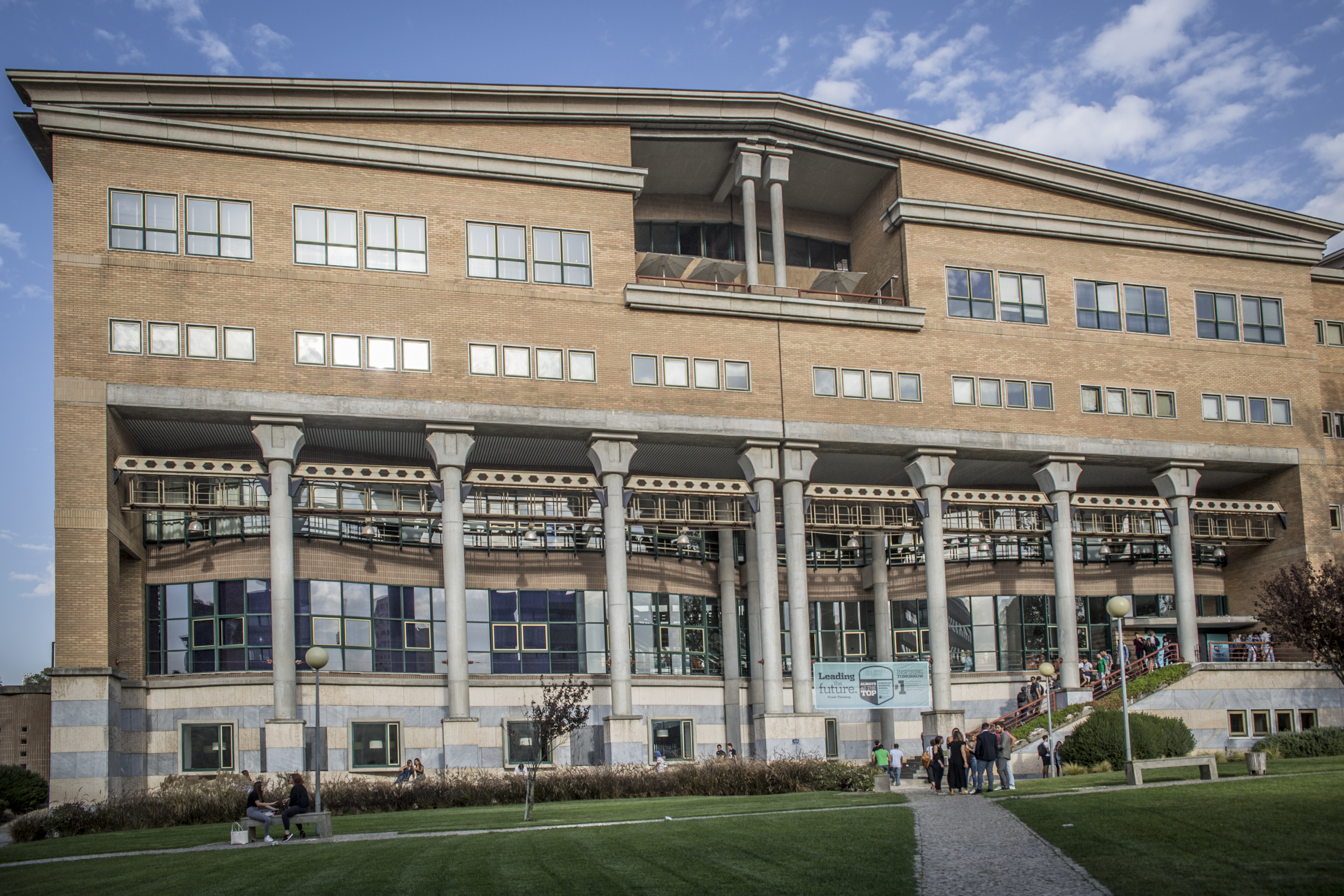
Católica Lisbon School of Business and Economics

Fundada em 1989, a Faculdade de Ciências Económicas e Empresariais, depois conhecida por Católica Lisbon School of Business & Economics é uma das melhores escolas de Gestão em Portugal. A Escola é reconhecida pela sua excelência, sendo a primeira Business School em Portugal acreditada pela Triple Crown, bem como a única Escola Afiliada em Portugal do Programa Chartered Financial Analyst® (CFA), e ainda com programas de Educação Executiva classificados pelo Financial Times entre os 50 melhores do mundo.
A Católica Lisbon School of Business and Economics oferece programas de licenciatura em Economia e Administração e Gestão de Empresas, estando ambos disponíveis ainda numa versão internacional; mestrados lecionados em inglês em Management, Economics, Finance, Management with specialization in Strategic Marketing, Management with specialization in Strategy & Entrepreneurship, e em Business. A CATÓLICA-LISBON tem ainda programas de Mestrados Executivos, em Finance, Management with a specialization in Leadership Development, Management with a specialization in Strategic Marketing, Management with a specialization in Digital Innovation e Management with a specialization in Finance and Control. A Escola oferece também Formação de Executivos nas áreas de Gestão, Finanças, Inovação, Gestão de Saúde, entre outros.
A CATÓLICA-LISBON conta com a unidade de investigação em Gestão e Economia (CUBE). O CUBE foi distinguido com a nota mais alta (Excelente) na avaliação de 2019 por parte da Fundação para a Ciência e Tecnologia (FCT) e reconhecido como a melhor unidade de investigação em Gestão em Portugal.

#### Faculdade de Ciências Humanas
Fundada em 1972, a Faculdade de Ciências Humanas oferece programas focados em Ciências da Comunicação, Ciências Sociais, Estudos de Cultura, Filosofia e Psicologia. A Faculdade passou por um processo de reestruturação em 1991, após a criação das Faculdades de Direito e de Ciências Económicas e Empresariais, implementando novos cursos. Ao longo dos anos, a Faculdade tem sido reconhecida pela Eduniversal, que avalia anualmente milhares de programas em 30 áreas de conhecimento, ao preparar um ranking baseado na reputação dos cursos, nível de empregabilidade e grau de satisfação dos estudantes.

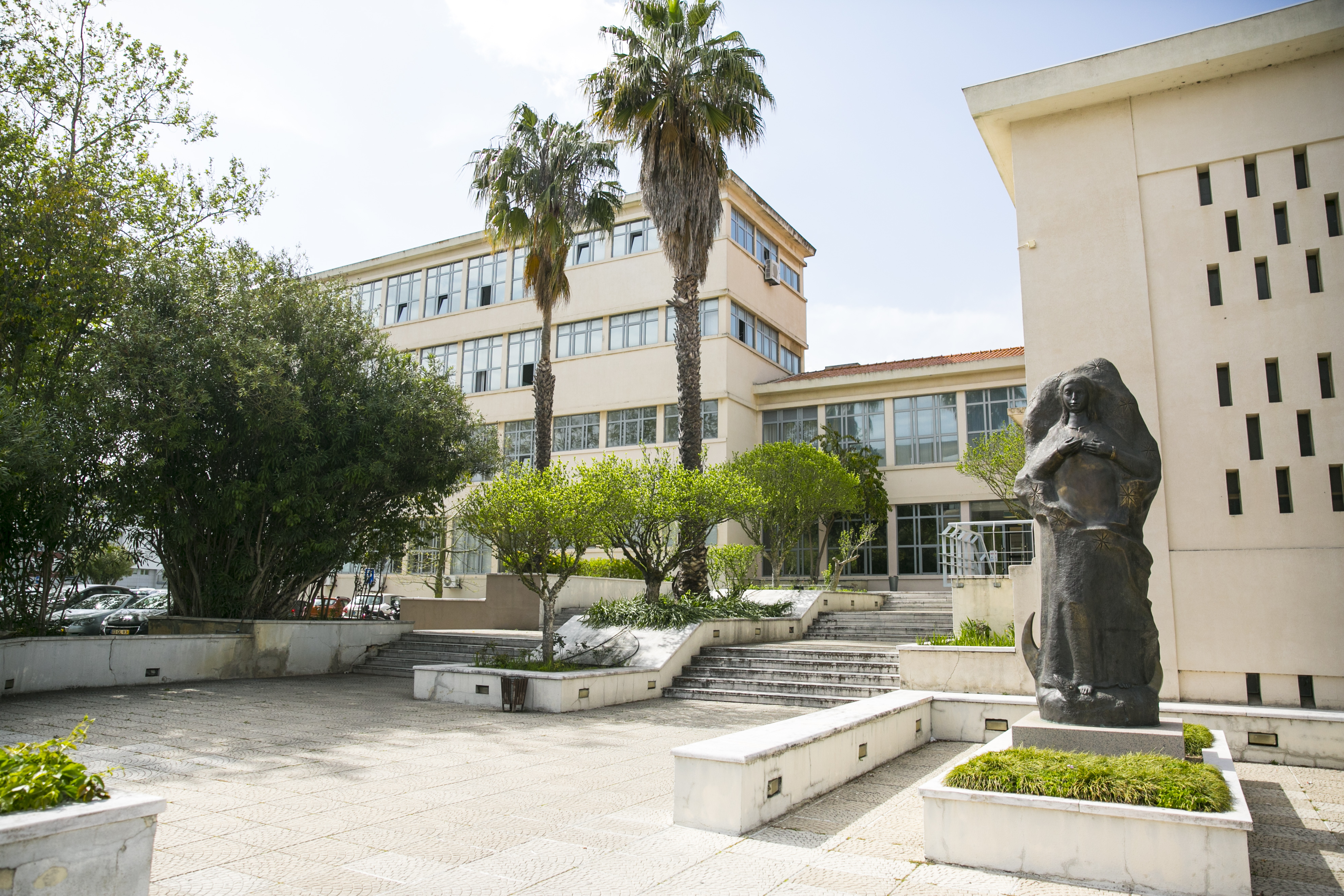
Faculdade de Ciências Humanas (Lisboa)

A Faculdade oferece programas de licenciatura em Comunicação Social e Cultural, Línguas Estrangeiras Aplicadas, Serviço Social, Psicologia e Filosofia (Ensino à Distância) e tem a primeira licenciatura do país em Filosofia, Política e Economia; mestrados em Ciências da Comunicação, Culture Studies, Psicologia na Gestão e Economia, Ciências da Família, Estudos Asiáticos, Psicologia do Bem-Estar e Promoção da Saúde, Serviço Social, Tradução, Português Língua Estrangeira/Língua Segunda, e Ensino de Língua Gestual Portuguesa (b-learning); doutoramentos em Ciências da Comunicação, International Doctoral Program in Culture Studies, Estudos da Tradução (Programa Interuniversitário), História (Programa Interuniversitário), Serviço Social (Programa Interuniversitário) e Psicologia: Emoções e Bem-Estar; assim como um leque de programas de Pós-Graduação e Formação Avançada.
A Faculdade de Ciências Humanas inclui quatro centros de investigação: Centro de Estudos de Comunicação e Cultura, Centro de Estudos de Filosofia, Centro de Estudos dos Povos e Culturas de Expressão Portuguesa e Católica Research Centre for Psychological, Family and Social Wellbeing.

#### Faculdade de Direito — Escola de Lisboa
A Faculdade de Direito — Escola de Lisboa foi fundada em 1989, apesar do seu primeiro curso de licenciatura em Direito ter ocorrido em 1976, integrado na Faculdade de Ciências Humanas.
A Faculdade de Direito — Escola de Lisboa oferece uma licenciatura em Direito; mestrados em Direito Administrativo, em Direito & Gestão, em Direito Empresarial, em Direito Fiscal, Mestrado Forense, e em Direito Transnacional; LL.M. Programmes em Law in a European and Global Context, Law in a Digital Economy, e em International Business Law; doutoramentos em Direito e Global Ph.D. Programme; e programas de Pós-Graduação e Cursos Breves e Intensivos.
Ao longo dos anos, alguns dos programas da Faculdade de Direito têm vindo a ser distinguidos pelo Eduniversal e Financial Times.
A Faculdade de Direito — Escola de Lisboa contém uma unidade de investigação de âmbito generalista, denominada Católica Research Centre for the Future of Law (Centro de Estudos e Investigação em Direito), criada em 2012.
| Lisboa (Sede)                                                                  | Lisboa (Sede) |
| ------------------------------------------------------------------------------ | ------------- |
| Católica Lisbon School of Business & Economics                                 | 1989          |
| Faculdade de Ciências Humanas                                                  | 1972          |
| Faculdade de Direito — Escola de Lisboa                                        | 1989          |
| Faculdade de Teologia                                                          | 1968          |
| Instituto de Ciências da Saúde                                                 | 2004          |
| Instituto de Estudos Políticos                                                 | 1997          |
| Instituto Superior de Direito Canónico                                         | 2004          |
| Faculdade de Medicina                                                          | 2020          |
| Centro Regional do Porto                                                       |               |
| Faculdade de Teologia                                                          | 1987          |
| Faculdade de Direito — Escola do Porto                                         | 1978          |
| Escola Superior de Biotecnologia                                               | 1984          |
| Escola de Artes                                                                | 1996          |
| Católica Porto Business School                                                 | 1987          |
| Instituto de Bioética                                                          | 2002          |
| Instituto de Ciências da Saúde                                                 | 2006          |
| Faculdade de Educação e Psicologia                                             | 2007          |
| Centro Regional de Braga                                                       |               |
| Faculdade de Filosofia e Ciências Sociais                                      | 2015          |
| Faculdade de Teologia                                                          | 1987          |
| Centro Regional de Viseu                                                       |               |
| Faculdade de Medicina Dentária (antigo Instituto de Ciências da Saúde — Viseu) | 2016          |
| Instituto de Gestão e das Organizações da Saúde                                | 2019          |

#### Instituto de Estudos Políticos
O Instituto de Estudos Políticos (IEP) foi fundado em 1997. É o único instituto académico português que representa uma parte integrante do EUROPAEUM, um consórcio que integra doze instituições universitárias europeias de prestígio.
O Instituto oferece aos estudantes um programa de licenciatura em Ciência Política e Relações Internacionais; mestrados em Ciência Política e Relações Internacionais: Segurança e Defesa, em Governance, Leadership and Democracy Studies, e em Ciência Política: Governação e Relações Internacionais (Moçambique); Double Degrees com a Pázmány Péter Catholic University (Hungria) em International Studies and Governance, Leadership and Democracy Studies, e com Jagiellonian University (Polónia) em European Studies and Governance, Leadership and Democracy Studies; doutoramento em Ciência Política e Relações Internacionais; assim como programas de Pós-Graduação e Formação Avançada.
O IEP contém duas unidades de investigação: Centro de Estudos Europeus, dirigido pelo Dr. José Manuel Durão Barroso (ex-Presidente da Comissão Europeia entre 2004 e 2014), e o Centro de Investigação do Instituto de Estudos Políticos, que se trata de uma Unidade de I&D financiada pela FCT — Fundação Ciência e Tecnologia.

#### Instituto Superior de Direito Canónico
Fundado em 2004, o Instituto Superior de Direito Canónico foi erigido canonicamente pela Santa Sé como instituto ad instar facultis, representando uma unidade de ensino e investigação. O Instituto sucede o centro de estudos canonísticos (CEDC), fundado em 1986.
O Instituto Superior de Direito Canónico oferece programas que pretendem aprofundar o estudo do Direito Canónico.

#### Faculdade de Medicina
O curso de Medicina da Universidade Católica recebeu a acreditação pela Agência de Avaliação e Acreditação do Ensino Superior (A3ES) em outubro de 2020. Começou a funcionar em Setembro de 2021.
A Faculdade de Medicina da UCP pretende desenvolver um ensino de medicina inspirador e inovador, que forme profissionais de saúde de excelência, com elevado sentido ético e de responsabilidade social, capazes de contribuir para a melhoria contínua dos cuidados de saúde e inspirados pela missão de trabalhar para o bem comum, num compromisso para com o doente.
Nesse sentido aposta em três linhas estratégicas:
- A utilização de metodologias de ensino centradas no aluno (“Problem-based Learning”) para garantir a transmissão de conhecimento e das técnicas médicas e científicas mais avançadas, colocando os alunos no centro da sua aprendizagem e capacitando-os desde logo com autonomia para tomar decisões sobre o seu percurso académico e profissional.
- A formação em competências clínicas a partir do primeiro ano do curso de Medicina e a organização de estágios clínicos semi-profissionalizantes, com integração dos alunos como membros integrais das equipas médicas.
- A inclusão da investigação, tanto laboratorial como clínica, no currículo do curso de Medicina, estimulando assim a educação no método científico e facilitando a formação de clínicos-cientistas.

A excelência do ensino é garantida por quatro pilares fundamentais:
- A inclusão no universo da Universidade Católica Portuguesa, instituição já com importante experiência na área da saúde e sobejamente conhecida a nível nacional e internacional pela excelência de ensino e investigação:
- A parceria com a Universidade de Maastricht, uma das universidades em destaque na Europa e que ocupa um lugar cimeiro entre as melhores Young Universities e cujo currículo de Medicina, que será adaptado e implementado na nossa Faculdade, tem provas dadas de qualidade e eficácia.
- A parceria com o Grupo Luz Saúde, um dos maiores grupos de saúde privados em Portugal. A prática clínica nos seus hospitais, reconhecida através da acreditação do Hospital da Luz Lisboa pela Joint Commission Internacional (JCI), garante a qualidade do ensino clínico. O Hospital da Luz Lisboa tem toda a variedade de especialidades médicas e cirúrgicas, equipamentos, laboratórios e investigação clínica exigidas a um hospital universitário. Acresce a isto a sua tradição na área de ensino — Hospital da Luz Learning Health — com a experiência e notoriedade adquirida na Formação, Investigação e Inovação.[44]
- A equipa docente constituída por professores reconhecidos e distinguidos quer pela sua prática de medicina, como docentes, ou na área de investigação.

A faculdade funciona no campus de Sintra da UCP, junto ao Tagus Park, o edifício foi alvo de reabilitação integral, incluindo a criação de novos espaços como a biblioteca interativa, o laboratório de anatomia, o laboratório de competências e o laboratório científico.
Em 21/22 teve 50 vagas, os mais de 600 alunos que manifestaram interesse em candidatar-se tiveram de passar por um processo de seleção que incluiu um teste de competências e oito mini-entrevistas e nessa fase o número de candidatos já tinha sido reduzido a cerca de 200. No final, as notas de candidatura variaram entre 19,3 e 17,4 valores.
Foi inaugurado em 24 de outubro de 2023 um novo centro de investigação (Católica Biomedical Research Centre (CBR))  situado no campus do Instituto Gulbenkian de Ciência, em Oeiras. Este centro tem como principal objetivo utilizar a ciência fundamental para promover a saúde.

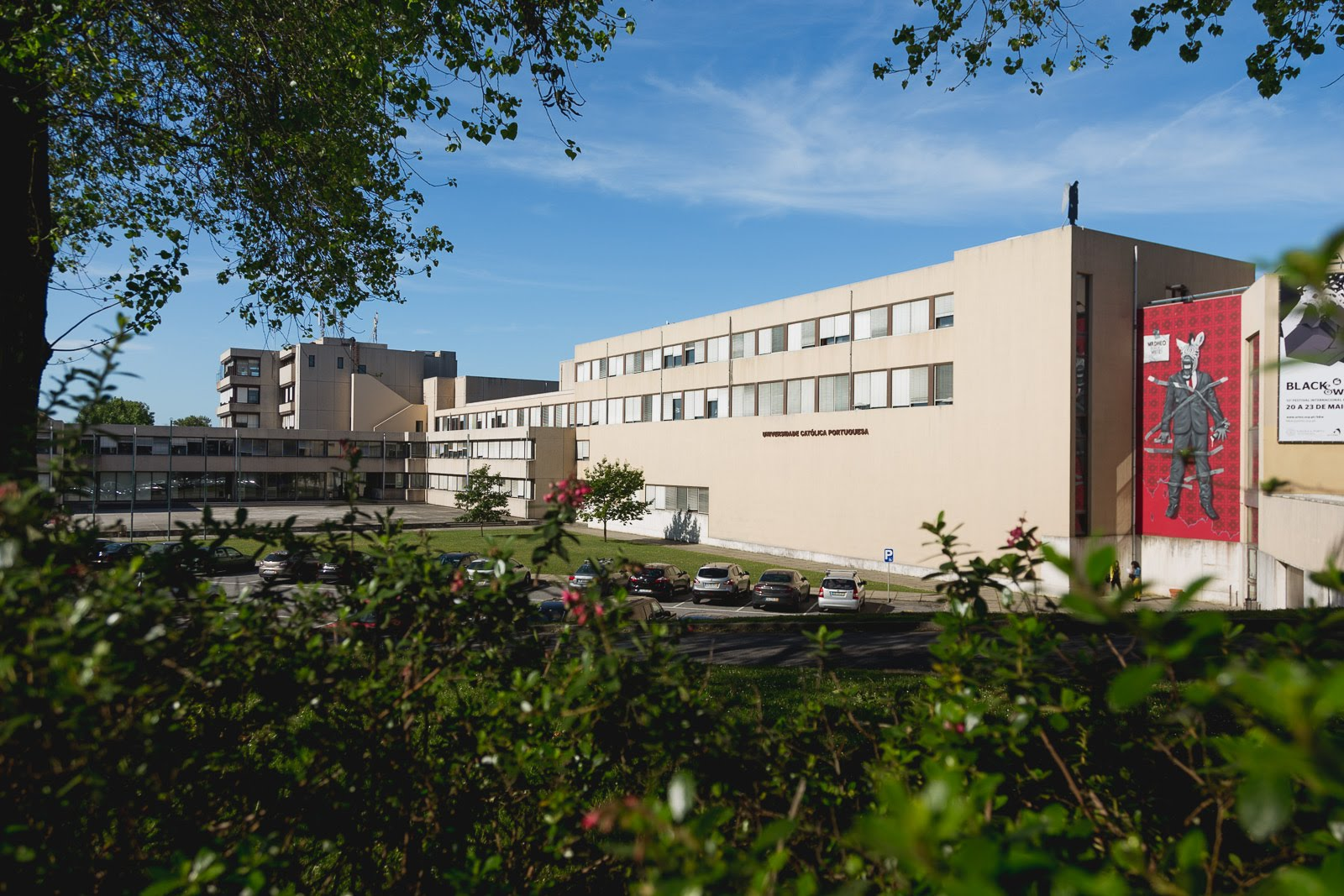
Centro Regional do Porto

### Centro Regional do Porto
Em 1978, a Universidade Católica Portuguesa estende-se para o Porto com a criação do Ano Propedêutico do Curso de Direito, mas é apenas em 1983 que é criado o Centro Regional do Porto, que a partir de 1994 passou a ser denominado de Centro Regional. O campus Foz está situado junto à Foz Velha, uma das zonas mais privilegiadas da cidade do Porto, e integra sete unidades de ensino. É constituído pelo Edifício das Artes, Edifício Central, Edifício Américo Amorim, Edifício Paraíso e Edifício de Restauro.
O Centro Regional do Porto, da Universidade Católica Portuguesa, integra as seguintes escolas, faculdades e institutos:
- Católica Porto Business School
- Escola das Artes
- Escola de Enfermagem (Porto)
- Escola Superior de Biotecnologia
- Faculdade de Ciências da Saúde e Enfermagem
- Faculdade de Direito - Escola do Porto
- Faculdade de Educação e Psicologia
- Faculdade de Teologia

#### Católica Porto Business School
A Católica Porto Business School foi fundada em 1987, dando início ao ensino de Gestão como extensão da Faculdade de Ciências Humanas (FCH) sediada em Lisboa. Em 1996, a Escola passa também a ter a responsabilidade de lecionação do ensino de Economia no Porto, como extensão da Faculdade de Ciências Económicas e Empresarias (atual Católica Lisbon School of Business & Economics), em Lisboa.
Em 2001 surge a Faculdade de Economia e Gestão da UCP, que passa a enquadrar o ensino de Economia e Gestão no Porto.
Hoje, a Católica Porto Business School dispõe de uma ampla oferta de formação composta por um programa de licenciatura em Economia e Gestão e uma dupla licenciatura em Direito e Gestão, como também programas de Mestrados em Auditoria e Fiscalidade, Business Economics, Finance, Gestão, Gestão de Recursos Humanos e Marketing. No âmbito da Formação de Executivos, a Católica Porto Business School dispõe de MBAs, cursos de executivos, Pós-Graduações setoriais e customizadas e também Formação Abroad.
A par da oferta formativa, a Católica Porto Business School desenvolve uma atividade de investigação estruturada através de múltiplos Centros e Laboratórios: o CEGE — Research Centre in Management and Economics; dois laboratórios de investigação aplicada, o LEAD.lab, um centro de conhecimento em liderança, e o SLab — Service Management Lab.
A Católica Porto Business School dispõe também de serviços de consultoria disponibilizados através do CEGEA — Centro de Estudos de Gestão e Economia Aplicada. O CEGEA alia a capacidade de investigação e a independência universitárias com a atenção ao cliente própria de uma empresa de consultadoria.
A excelência e qualidade do ensino e das atividades de investigação e consultoria têm trazido inúmeros reconhecimentos à Católica Porto Business School. Entre eles destaca-se se o estatuto de Triple Crown, a acreditação pela AMBA — Association of MBAs, aos seus programas de MBAs e acreditação pela EQUIS.

#### Escola das Artes
Criada em 1996, a Escola das Artes da Universidade Católica Portuguesa encontra-se sediada na cidade do Porto, sendo direcionada a todos aqueles que se interessem pelo património artístico e cultural antigo e contemporâneo, por uma formação diversificada teórico-prática, que tenham espírito curioso e aberto à investigação e gosto pela resolução de problemas. Conclusão de uma constante preocupação com a cultura e movida pelo desejo de promover o desenvolvimento da sua região e do País no contexto europeu, a Escola das Artes é uma resposta inovadora numa vertente do ensino superior que em Portugal tem sido largamente deficitária: os Estudos Artísticos em domínios tão vastos como a música, a conservação e restauro, a criação artística com recurso às novas tecnologias do som e da imagem.
Atualmente, a Escola das Artes disponibiliza licenciaturas dedicadas a Conservação e Restauro, Cinema e Som e Imagem; mestrados em Cinema, Som e Imagem, Conservação e Restauro de Bens Culturais, Fotografia, Gestão de Indústrias Criativas, Ensino de Música; e doutoramentos dedicados a Ciência, Tecnologia e Arte, Conservação e Restauro de Bens Culturais e Estudos de Património. Oferece ainda Pós-Graduações de Curadoria, Estudo e Documentação de Arte Contemporânea e Música Sacra, bem como Cursos Livres em diversas áreas.
A Escola das Artes dispõe de três centros de investigação: o Centro de Criatividade Digital, o Centro de Conservação e Restauro e Centro de Investigação e Tecnologia das Artes.

#### Escola Superior de Biotecnologia
A Escola Superior de Biotecnologia (ESB) iniciou atividade como instituto de ensino superior em 1984.
Atualmente, a ESB oferece três cursos de licenciatura: Bioengenharia, Microbiologia e Ciências da Nutrição– e quatro cursos de mestrado: Engenharia Alimentar, Engenharia Biomédica, Microbiologia Aplicada, Biotecnologia e Inovação, European Master in Food Science, Technology and Business.
Ao nível dos doutoramentos, a ESB disponibiliza um Doutoramento em Biotecnologia e um Doutoramento em Ciência, Tecnologia Alimentar e Nutrição. A Escola tem ainda diversas Pós-Graduações no domínio da Formação Contínua.
Paralelamente com a sua atividade académica, a ESB criou e desenvolveu um centro de investigação Centro de Biotecnologia e Química Fina (CBQF) que, desde 2004, tem o estatuto de Laboratório associado ao Estado e desenvolve atividades na área da Biotecnologia, especificamente nas áreas Alimentares e Ambientais e a sua relação com a qualidade de vida e bem-estar. Uma das competências do CBQF consiste em providenciar serviços científicos para a comunidade e diferentes indústrias.

#### Faculdade de Direito — Escola do Porto
A Escola do Porto da Faculdade de Direito da UCP distinguiu-se por ter criado a primeira licenciatura em Direito da história do Porto e do Norte do país, em 1978. Mais tarde, foi novamente pioneira ao tornar-se na primeira Faculdade de Direito a implementar a Declaração de Bolonha, em 2003, e a primeira a lançar uma dupla licenciatura (em Direito e em Gestão), em 2015.
Atualmente oferece uma licenciatura em Direito (curso diurno e pós-laboral) e uma dupla licenciatura em Direito e em Gestão, em parceria com a Católica Porto Business School. Em termos de 2.º ciclo, oferece dois mestrados: em Direito (Geral ou com a possibilidade de escolher uma das especializações) e em Direito e Gestão. Em termos de 3.º ciclo, oferece o doutoramento em Direito. A Faculdade dispõe do International Law Programme, disponível para os alunos de licenciatura, e promove a frequência de programas de mobilidade académica em universidades de todo o mundo. Além dos cursos conferentes de grau, são também oferecidas mais de uma dúzia de pós-graduações, algumas em associação com outras entidades.
As novas exigências da investigação propiciaram, com caráter nacional, a criação do Centro de Estudos e Investigação em Direito (CEID), uma unidade de investigação jurídica de vocação generalista que visa promover uma profunda mudança no paradigma de investigação jurídica em Portugal. O CEID obteve a classificação de “Muito Bom” nas duas últimas avaliações realizadas pela FCT, o que o coloca entre os centros de investigação em Direito melhor classificados em Portugal.

#### Faculdade de Educação e Psicologia
Fundada em abril de 2007, por decisão do Magno Chanceler D. José da Cruz Policarpo, a existência da Faculdade de Educação e Psicologia (FEP) remonta a 1997, data em que foi criado o Instituto de Educação (IEDU).
Atualmente oferece uma licenciatura em Psicologia e mestrados em Ciências da Educação, em Psicologia e em Psicologia e Desenvolvimento de Recursos Humanos. Ao nível de doutoramentos, oferece um programa doutoral em Ciências da Educação, cuja primeira edição teve lugar em 2007-2008 e se estendeu, em contexto nacional, a edições em Viseu e Lisboa e, em contexto internacional, a Moçambique. Desde 2019, oferece ainda um Programa Doutoral em Applied Psychology — Adaptation and Change in Contemporary Societies, grau conjunto com duas instituições de Ensino Superior (IES) europeias — Universitat Ramon Lluli e Nothingham Trent University. Este programa contribui para o desenvolvimento de investigação relevante na área da Psicologia e permite aos futuros doutorados uma formação de elevada qualidade em contexto internacional. Esta oferta formativa de 3.º ciclo em Psicologia é a primeira, em Portugal, simultaneamente interuniversitária e internacional. A Faculdade promove também um conjunto de pós-graduações.
A atividade de investigação inscreve-se no Centro de Investigação para o Desenvolvimento Humano (CEDH). Criado formalmente em 2013, não obstante ser já agregador da investigação da Faculdade desde 2008, assume um olhar amplo e multidimensional sobre o desenvolvimento humano, abarcando todas as etapas do ciclo vital, considerando e analisando as diversas transições que pautam os percursos da vida. Possui recursos humanos e materiais e de infraestruturas, de que é exemplo o Human Neurobehavioral Laboratory (HNL).
A ação da FEP contempla também a prestação de serviços à comunidade através: da Clínica Universitária de Psicologia que constitui uma estrutura de suporte à atividade na área da Psicologia; do Serviço de Apoio à Melhoria da Educação (SAME) que visa promover a melhoria da qualidade dos processos e dos resultados educativos das escolas portuguesas; do Serviço Comunitário que permite aos alunos da licenciatura em Psicologia desenvolverem um trabalho de voluntariado.

### Centro Regional de Braga
O Centro Regional de Braga da Universidade Católica Portuguesa integra os edifícios do Campus Camões (propriedade da UCP), da Praça da Faculdade (propriedade da Companhia de Jesus), e da Rua de Santa Margarida (propriedade da Arquidiocese de Braga). O Campus Camões, situado na Rua de Camões, comporta os edifícios dos Serviços Centrais do Centro Regional, dos Serviços Escolares e instalações para o serviço letivo das Faculdades, bem como o Parque de Estacionamento e o Miradouro do Sagrado Coração de Jesus (ponto turístico de Braga).
O Centro Regional de Braga, da Universidade Católica Portuguesa, integra a Faculdade de Filosofia e Ciências Sociais e a Faculdade de Telogia.

#### Faculdade de Filosofia e Ciências Sociais
Fundada em 1 de junho de 2015, a Faculdade de Filosofia e Ciências Sociais é continuadora da Faculdade de Filosofia, fundada pela Companhia de Jesus em 1947, e da mais recente Faculdade de Ciências Sociais, criada em Braga em 2001.
A Faculdade de Filosofia e Ciências Sociais inclui licenciaturas em Filosofia, Serviço Social, Psicologia, Ciências da Comunicação, Turismo e Estudos Portugueses. Em 2022, lançou a nova licenciatura em Ciência de Dados Aplicada. Tem ainda mestrados em Filosofia, Psicologia, Turismo, Comunicação Digital, Português Língua Estrangeira/Língua Segunda, Gerontologia Social Aplicada e Ciências da Educação.

### Centro Regional de Viseu
O campus de Viseu estende-se por uma área de aproximadamente 24.000m2 e é composto por 5 edifícios. Conta com centros de informática, salas de tradução-interpretação, laboratórios de estudo e investigação, sala multimédia com possibilidade de videoconferência, auditórios, uma biblioteca e uma clínica universitária.
O Centro Regional de Viseu, da Universidade Católica Portuguesa, é constituído pelas seguintes unidades de ensino:

#### Faculdade de Medicina Dentária
Previamente conhecido como Instituto de Ciências da Saúde, em 2019 tornou-se Faculdade de Medicina Dentária.
A Faculdade de Medicina Dentária oferece uma licenciatura em Ciências Biomédicas, um Mestrado Integrado em Medicina Dentária, Mestrado em Biomedicina Aplicada, uma especialização em Cirurgia Oral e uma Pós-Graduação em Periodontologia Clínica.

#### Instituto de Gestão e das Organizações da Saúde
Criado em 2019, o Instituto de Gestão e das Organizações da Saúde resulta da alteração da designação do anterior Departamento de Economia, Gestão e Ciências Sociais, este último criado em 2006.
O Instituto de Gestão e das Organizações da Saúde oferece uma licenciatura em Gestão, tal como um mestrado em Gestão; programas de Pós-Graduação em Análise de Dados Quantitativos e Qualitativos, Avaliação Psicológica no Âmbito das NEE, Gerontologia Social, Gestão de Conflitos Familiares, Gestão de Incubadores Sociais, Inovação Social, Modelos de Intervenção Psicossocial em Crianças, Jovens e Famílias, Empreendedorismo Sustentável, Gestão da Qualidade no Terceiro Setor, Gestão de Serviços, e Gestão de Organizações Sociais; e programas de Formação Avançada em Avaliação Psicológica e Elaboração de Relatórios, Gestão de Voluntariado, Gestão de Pequenas Unidades de Saúde — Módulo I, e Controlo de Gestão, Contabilidade e Fiscalidade

### Unidades académicas com extensões em vários centros da UCP

#### Faculdade de Teologia
A Faculdade de Teologia foi fundada em 1968. Para além de estar em Lisboa, a Faculdade está também presente em Braga e no Porto desde 1987.
A Faculdade de Teologia oferece um programa de licenciatura em Ciências Religiosas; mestrados em Estudos da Religião, em Ciências Religiosas e mestrado integrado em Teologia; doutoramento em Teologia; programa Pós-Doutoramento; Formação não conferente de grau; e programas de Ensino à Distância.
A Faculdade de Teologia tem duas unidades de investigação: Centro de Estudos de História Religiosa (CEHR) e Centro de Investigação em Teologia e Estudos de Religião (CITER).

#### Faculdade de Ciências da Saúde e Enfermagem(antigo Instituto de Ciências da Saúde)
Fundado em 2004, o Instituto de Ciências da Saúde desenvolveu uma crescente atividade de ensino, investigação e prestação de serviços na área da Saúde. Sob a sua alçada desenvolveram-se um conjunto de formações na área da saúde assente em três pilares científicos principais: Enfermagem, Cuidados Paliativos e Ciências Cognitivas (Cognição e Linguagem/Neurociências).
Em 2023, foi criada a Faculdade de Ciências da Saúde e Enfermagem, que substitui o antigo Instituto de Ciências da Saúde. Com uma expressão nacional e presença em Lisboa e no Porto, oferece um Mestrado em Cuidados Paliativos, um Mestrado em Neuropsicologia, um Mestrado em Neurociências Cognitivas e Comportamentais, um Mestrado em Língua Gestual Portuguesa e Educação de Surdos e um Doutoramento em Ciências da Cognição e da Linguagem.
Escola de Enfermagem – Lisboa e Porto
As Escolas de Enfermagem de Lisboa e do Porto, foram fundadas em 2006, no âmbito do Instituto de Ciências da Saúde. Oferecem programas de licenciatura e mestrado em Enfermagem e várias pós-graduações nesta área.

## Unidades de Investigação
A Universidade Católica Portuguesa (UCP) é uma Universidade vocacionada para a Investigação e caracterizada por uma visão humanista, empenhada em contribuir para o conhecimento e o bem-estar da sociedade. A investigação produzida pela UCP é reconhecida pelo seu impacto social, tendo sido galardoada com 146 prémios científicos, e ao contar com 8479 publicações, entre 2017 e 2021.
A Universidade Católica Portuguesa é composta por 15 unidades de investigação nas suas Escolas e Institutos, que se focam nas áreas de Artes e Tecnologias, Ciências Sociais, Filosofia, Biotecnologia e Química, Comunicação e Cultura, Gestão e Economia, Ciência Política, Direito, História, Ciências da Saúde, Educação e Psicologia, e Teologia e Estudos de Religião:
| Investigadores          | 1484 (2023)        |
| Publicações Científicas | 11 824 (2019-2023) |
| Patentes                | 84 (2019-2023)     |
| Prémios Científicos     | 231 (2019-2023)    |

- Centro de Biotecnologia e Química Fina (CBQF)
- Unidade de Investigação em Gestão e Economia (CUBE)
- Centro de Estudos de Comunicação e Cultura (CECC)
- Centro de Investigação Interdisciplinar em Saúde (CIIS)
- Centro de Investigação em Ciência e Tecnologia das Artes (CITAR)
- Centro de Estudos em Gestão e Economia (CEGE)
- Centro de Estudos para o Desenvolvimento Humano (CEDH)
- Centro de Estudos de História Religiosa (CEHR)
- Centro de Investigação em Teologia e Estudos de Religião (CITER)
- Centro de Estudos Filosóficos e Humanísticos (CEFH)
- Centro de Investigação do Instituto de Estudos Políticos (CIEP)
- Centro de Estudos e Investigação em Direito (CIED)
- Centro de Investigação do Bem-Estar Psicológico, Familiar e Social (CRC-W)
- Centro de Estudos dos Povos e Culturas de Expressão Portuguesa (CEPCEP)
- Católica Biomedical Research Centre (CBR)

## Reitores

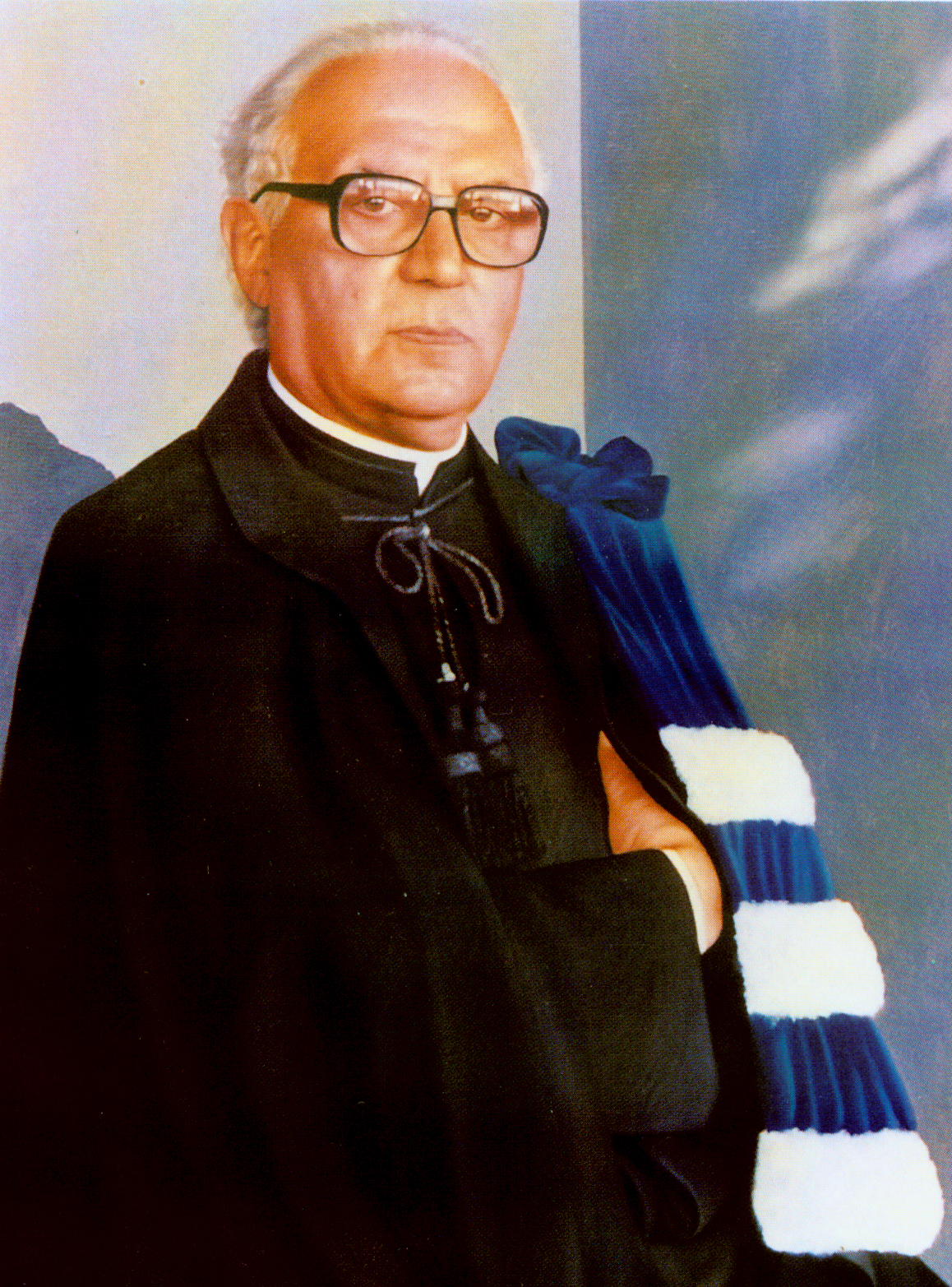
Prof. Doutor José do Patrocínio Bacelar e Oliveira
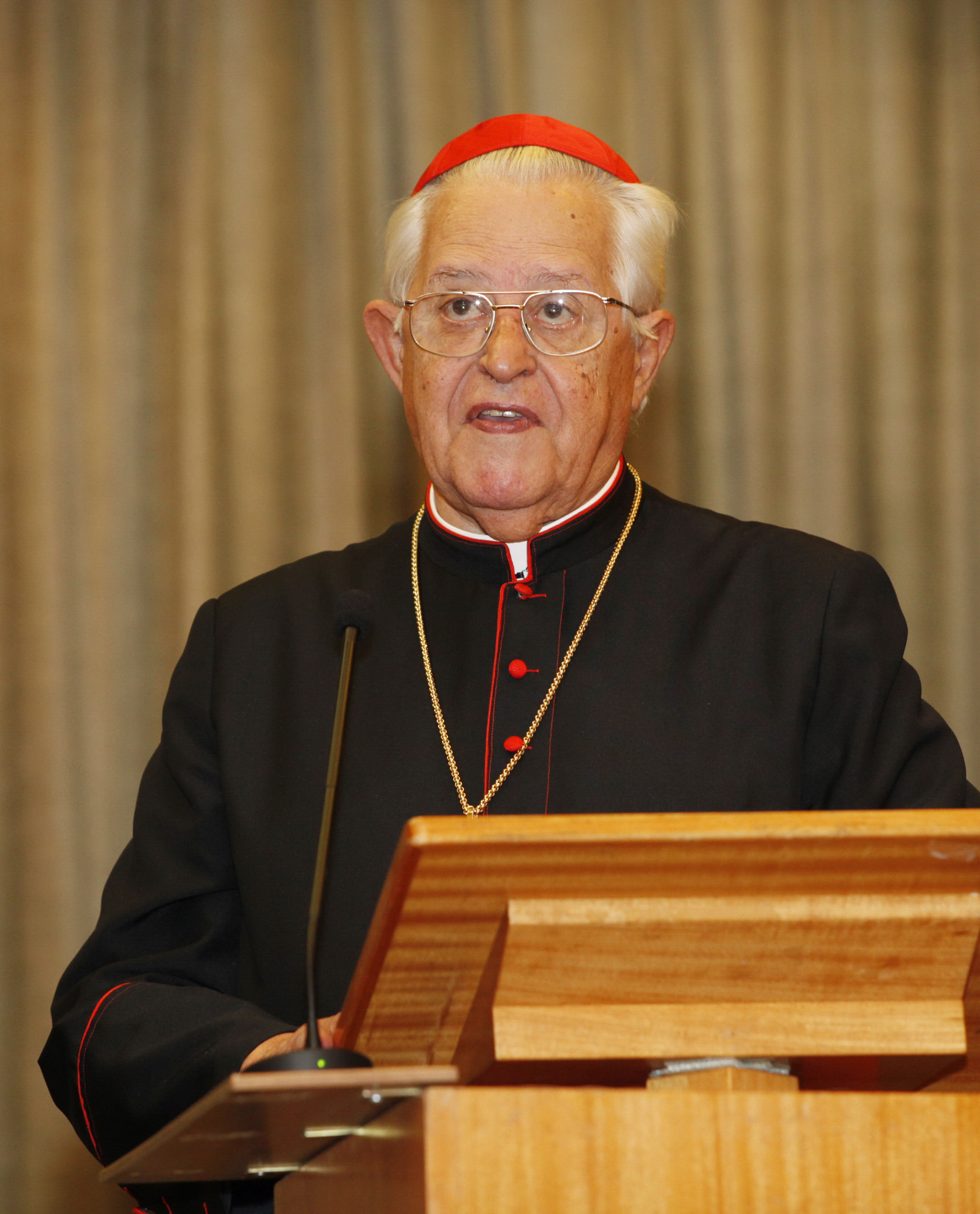
Prof. Doutor D. José da Cruz Policarpo
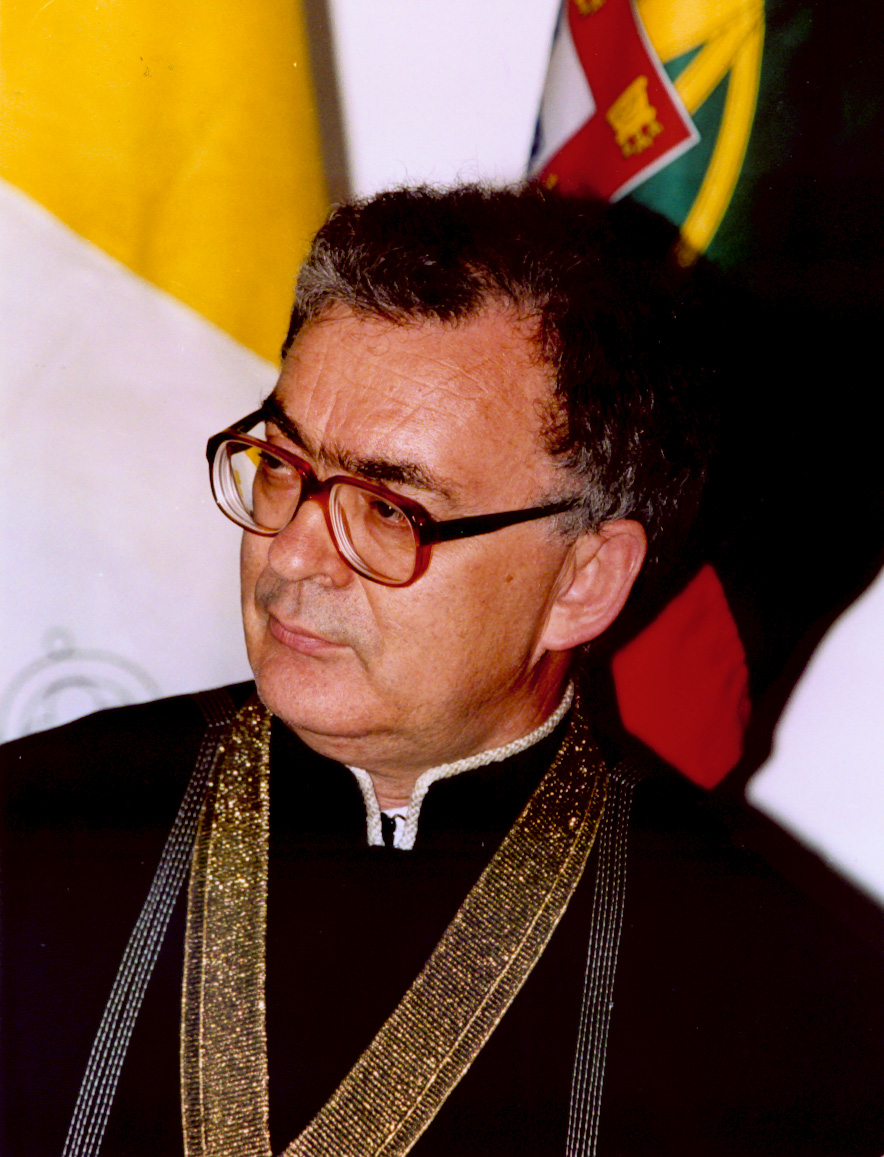
Prof. Doutor Manuel Isidro Araújo Alves
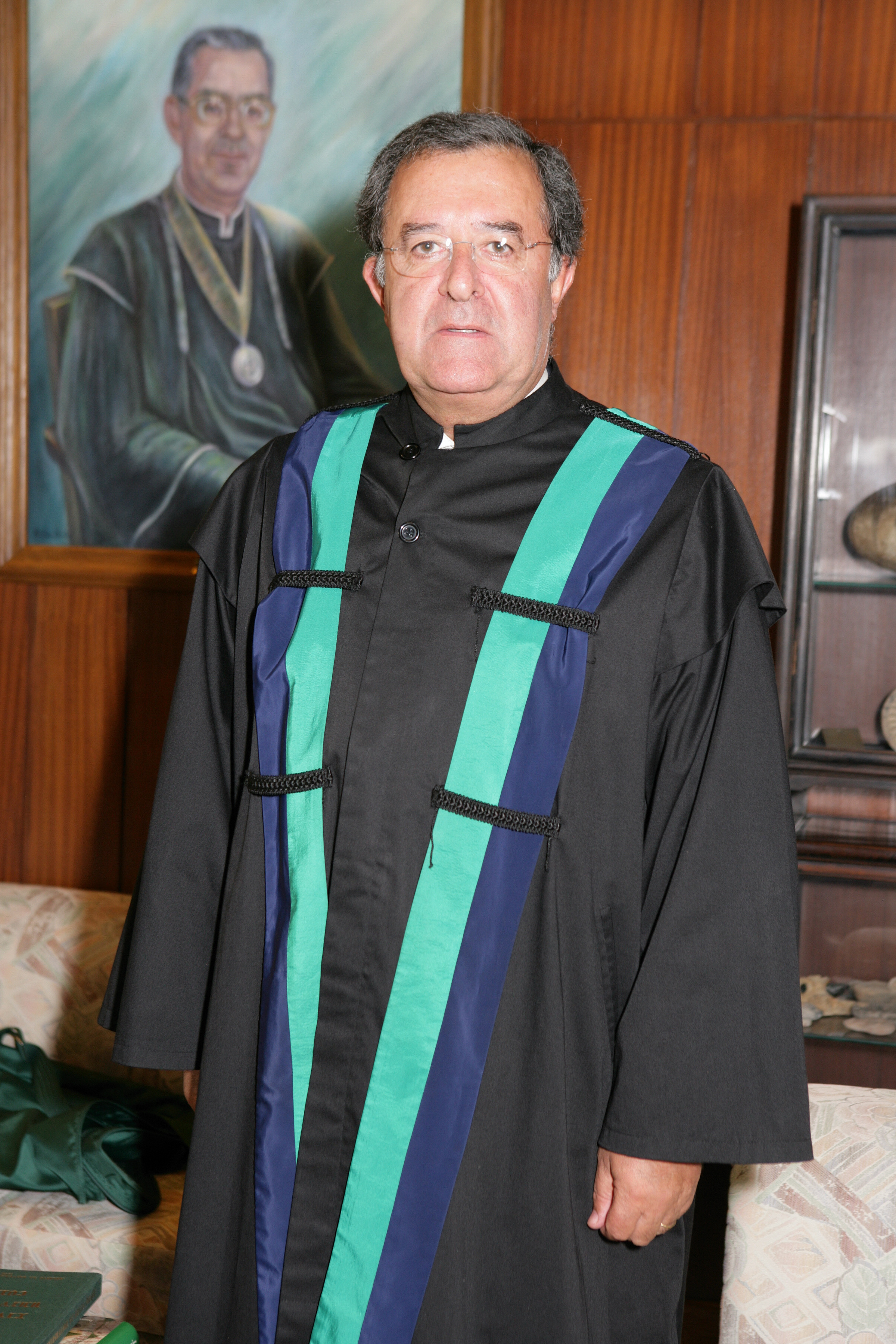
Prof. Doutor Manuel António Garcia Braga da Cruz
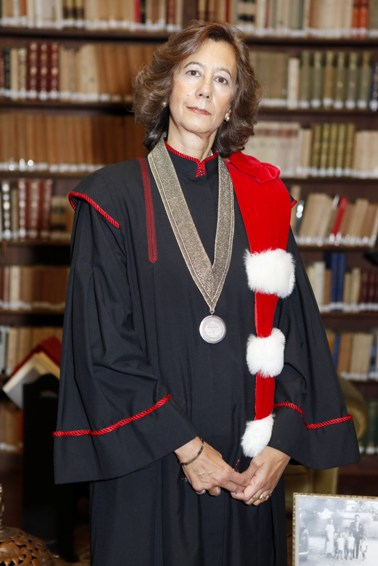
Prof.ª Doutora Maria da Glória Ferreira Pinto Dias Garcia
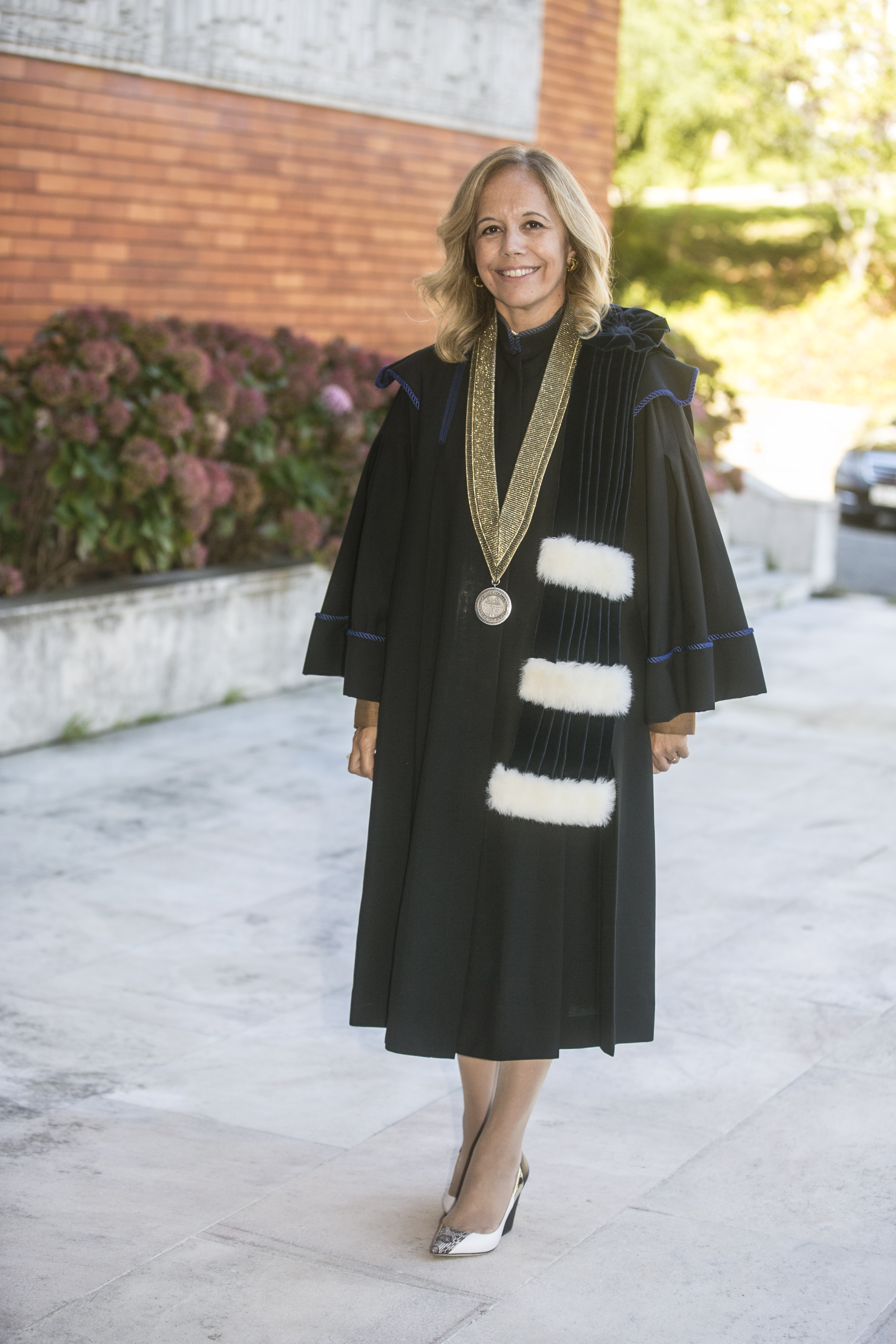
Prof.ª Doutora Maria Isabel de Oliveira Capeloa Gil

- Prof. Doutor José do Patrocínio Bacelar e Oliveira, SJ[95] (1968-1988[96])[97]
- Prof. Doutor D. José da Cruz Policarpo, depois 16.º Cardeal-Patriarca de Lisboa (1988-1996)
- Prof. Doutor Manuel Isidro Araújo Alves[98] (1996-2000)
- Prof. Doutor Manuel António Garcia Braga da Cruz (2000-2012)
- Prof.ª Doutora Maria da Glória Ferreira Pinto Dias Garcia (2012-2016)[99]
- Prof.ª Doutora Isabel Maria de Oliveira Capeloa Gil (2016-presente)[100]

## Pessoas notáveis

### Professores
- Almirante Nuno Gonçalo Vieira Matias
- Aníbal António Cavaco Silva
- D. José Tolentino Calaça de Mendonça
- Diogo Pinto de Freitas do Amaral
- Domitília dos Santos
- José João Freitas Barbosa Pereira Coutinho
- José Manuel Durão Barroso
- Marcelo Nuno Duarte Rebelo de Sousa
- Maria Alves da Silva Cavaco Silva
- Maria do Rosário Lopes Amaro da Costa
- Maria dos Prazeres Beleza
- Miguel Poaires Maduro[101]
- Roberto Artur da Luz Carneiro

### Alumni
- Ana Paula Rafael
- Ana Ventura Miranda
- António de Magalhães Pires de Lima
- António Horta Osório
- António Luís dos Santos da Costa
- António Viana Baptista
- Cláudia Azevedo
- D. José Policarpo
- D. Manuel Clemente
- D. Manuel Linda
- David Dinis
- Filipe de Botton
- Francisco de Carvalho Guerra
- Gonçalo Trigo de Morais Albuquerque Reis
- Helena Mesquita Ribeiro
- Isabel Jonet
- Isabel Ucha
- João Vieira de Almeida
- Jorge Brito Pereira
- Jorge Vaz de Carvalho
- José Alberto Azeredo Lopes
- Luís Palha da Silva
- Margarida Balseiro Lopes
- Maria da Graça Trigo
- Maria João Marques
- Miguel Bragança
- Miguel Frasquilho
- Nuno Teles
- Paula Roque
- Paulo Artur dos Santos Castro de Campos Rangel
- Paulo de Sacadura Cabral Portas
- Paulo Pinto Albuquerque
- Pedro Norton
- Renato Carrasquinho
- Ricardo Araújo Pereira
- Rui Albuquerque
- Sérgio Rebelo
- Sofia Villas-Boas
- Vasco Palmeirim
- Vítor Louçã Rabaça Gaspar